# Enrique Atencia

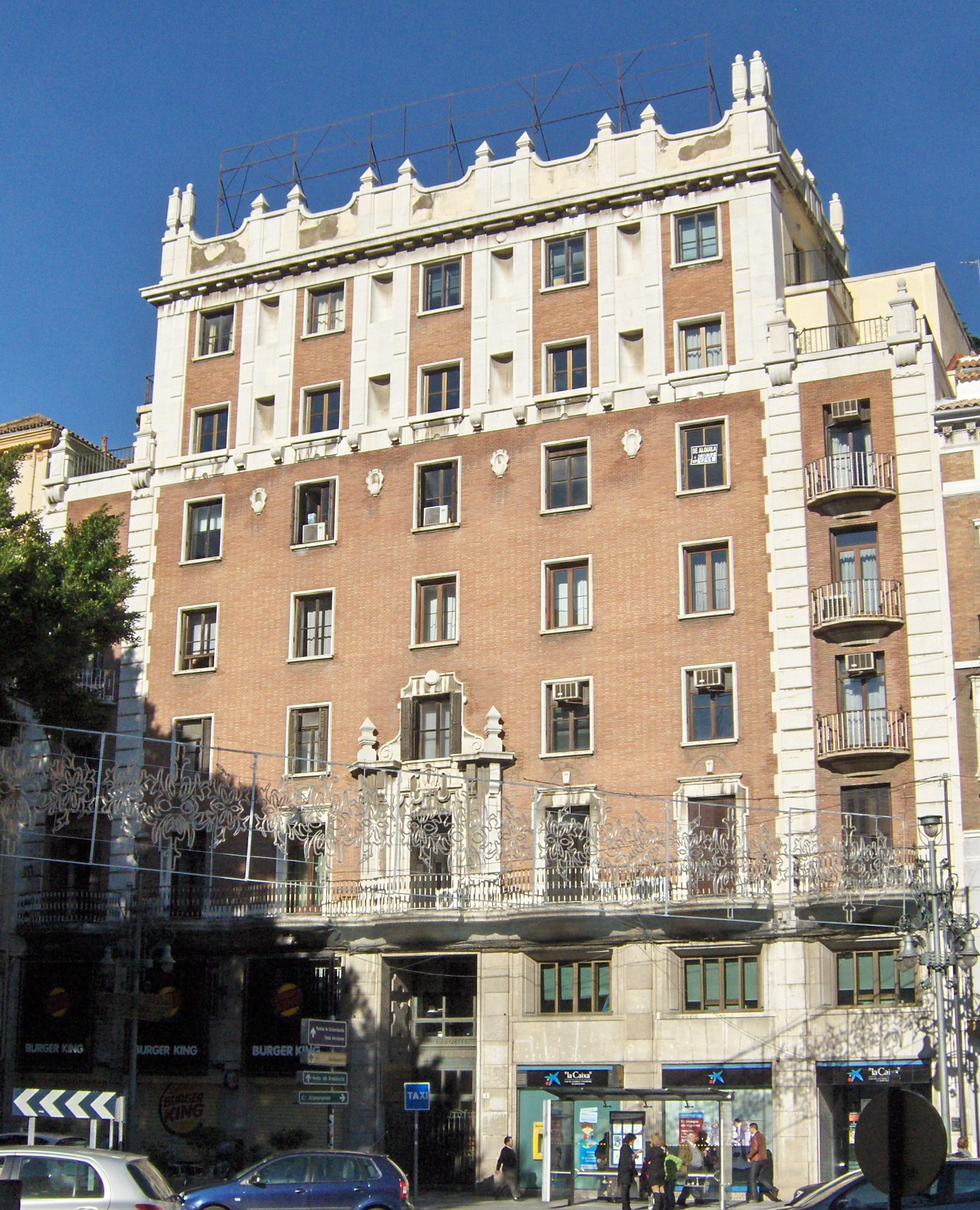
Edificio Taillefer.

Enrique Atencia Molina (Málaga) fue un arquitecto español del siglo XX, autor de numerosas obras en la ciudad de Málaga. Activo a partir de 1932, ocupó el cargo de arquitecto diocesano en 1942 y fue académico de la Real Academia de Bellas Artes de San Telmo. Concluyó diversas obras comenzadas por Fernando Guerrero Strachan y colaboró en el diseño de diversas barriadas construidas en el período de la autarquía, como Carranque, Santa Julia o Haza del Campillo. Entre sus obras destacan el edificio Taillefer de la Alameda Principal, el castillo de El-Bil-Bil de Benalmádena y la farmacia Méndez. 
Fue Arquitecto Conservador de la Catedral de Málaga (1942-1982) y sus numerosas obras, distribuidas a lo largo y ancho de la geografía malagueña, son una prueba de la notable importancia que la arquitectura adquirió en los años de la expansión urbanística de la provincia debida al boom del turismo.  

## Obras e intervenciones
Iglesias construidas y/o reconstruidas:
1. Catedral de Málaga.
2. Palacio Episcopal de Málaga.
3. Iglesia de San Pedro de Alcántara.
4. Iglesia Parroquial de Manilva.
5. Iglesia Parroquial del Apóstol Santiago de Monda.
6. Iglesia Parroquial de Cártama.
7. Iglesia Parroquial de Arenas.
8. Iglesia Parroquial de Estepona.
9. Iglesia Parroquial de Alcaucín.
10. Iglesia Parroquial de San Miguel Arcángel de Guaro.
11. Iglesia Parroquial de Olías. Totalán.
12. Iglesia Parroquial de Ntra. Sra. de la Encarnación de Marbella.
13. Casa Rectoral. Cortes de la Frontera.
14. Convento de la Comunidad de Religiosas de la Mínima, en Archidona.
15. Casa Rectoral en Almachar.
16. Iglesia Parroquial de Iznate.
17. Templo Parroquial de Benamocarra.
18. Iglesia Parroquial de Casares.
19. Casa Rectoral de la Iglesia Parroquial de Casares.
20. Templo Parroquial de Cájiz.
21. Iglesia Parroquial de la Caleta de Vélez.
22. Templo Parroquial de Riogordo.
23. Iglesia de San Pedro (Málaga).
24. Iglesia de San Lázaro (Málaga).
25. Ermita de Zamarrilla.
26. Iglesia y escuelas en la barriada de "El Morche".
27. Iglesia de San Patricio (Málaga).
28. Casa Hermandad de la Expiración (Málaga).